# Jaqueline Pagel
Jaqueline Pagel ist eine ehemalige deutsche Fußballspielerin.

## Karriere
Pagel gehörte Tennis Borussia Berlin als Mittelfeldspielerin an. Für den Verein bestritt sie in der Verbandsliga Berlin Punktspiele. 
Als Meister aus dieser 1981 hervorgegangen, war ihr Verein berechtigt an der Endrunde um die Deutsche Meisterschaft teilzunehmen. Am 20. Juni 1981 gehörte sie der Mannschaft an, die im Stadion An der Paffrather Straße, der Heimspielstätte der SSG 09 Bergisch Gladbach, gegen diese mit 0:4 unterlegen war. Auch am 25. Juni 1983 an selber Stätte verlor sie mit ihrer Mannschaft erneut gegen die SSG 09 Bergisch Gladbach – mit 0:6 noch deutlicher; in dieser Begegnung wurde sie für Margitta Jahnke in der 53. Minute ausgewechselt.
Im Wettbewerb um den DFB-Pokal unterlag ihre Mannschaft beim KBC Duisburg mit 2:5 im Viertelfinale, nachdem sie die SSG 09 Bergisch Gladbach mit 3:1 im heimischen Mommsenstadion im Achtelfinale hatte bezwingen können.

## Erfolge
- Finalist Deutsche Meisterschaft 1981, 1983
- Berliner Meister 1981, 1983
- Berliner Pokalsieger 1982